# Operación Tanne Ost
Operación Tanne Ost (del alemán que significa "Abeto del Este") fue una operación alemana durante la Segunda Guerra Mundial para capturar la isla Suursaari (en sueco, Hogland, en ruso Gogland) en el Golfo de Finlandia antes de que cayera en manos soviéticas.
La operación fue planeada inicialmente junto a otra operación para capturar a las Islas Åland (Tanne West), que no se llevó a cabo.
El 15 de septiembre de 1944, una primera oleada de 1400 los hombres tanto de la Wehrmacht como de la Kriegsmarine fueron cargados en los buques en Tallinn. Antes del asalto, el comandante alemán trató de convencer al comandante finlandés de Suursaari, para que se rindieran sin ofrecer resistencia alguna. Las negociaciones fueron un fracaso total y la invasión dio inicio. Cuando los buques alemanes se acercaron Suursaari, el ejército finlandés apostado en la isla abrió fuego. Sin embargo la mayor parte de las tropas alemanas llegaron a las playas, aunque las dificultades continuaron, a causa de que la defensa finlandesa era mucho más numerosa de lo esperado. Dos lanchas patrulleras finlandeses quedaron atrapados en el puerto de Suurkylä puerto, para ser posteriormente hundidas. Después del amanecer los soviéticos bombardearon los barcos alemanes, y más tarde bombardearon las posiciones, tanto alemana como finlandesa, en la isla. Una segunda oleada de tropas alemanas se retiraron antes de que pudieran aterrizar. Lanchas torpederas de la Armada Finlandesa hundieron varios buques alemanes. Después de ello, los buques alemanes decidieron retirarse, porque no pudieron hacer conexión de radio con las tropas de desembarco. La operación terminó en un completo fracaso, con la captura por parte de la tropa finlandesa, de 1.231 prisioneros alemanes.
La Fuerza Aérea soviética realizó tres ataques contra las posiciones alemanas y sus barcos. Los ataques también causaron algunas bajas finlandesas. Alemanes no permitió que el Crucero pesado Prinz Eugen diera apoyo a la invasión, lo que demuestra el temor que se tenía a la amenaza aérea soviética en el área.
Esta operación marcó el comienzo de las hostilidades entre las tropas alemanas y finlandesas, conocida como la Guerra de Laponia. Antes de esto, los alemanes habían llevado a cabo su retirada del norte de Finlandia sin incidentes.